# Yilan
Yilan, storicamente scritta anche come Ilan o I-lan (cinese tradizionale: 宜蘭市; cinese semplificato: 宜兰市; pinyin: Yílán Shì; POJ: Gî-lân-chhī), è la capitale della Contea di Yilan, a Taiwan. Situata a nord del fiume Lanyang, la città fu il primo insediamento di cinesi Han a Formosa, nel 1802.
La pianura di Lanyang, nella quale si trova Yilan, era un tempo chiamata Kapsulan (蛤仔難/甲子蘭) o Komalan (噶瑪蘭), nomi che, come quello della stessa città, derivano dalla Lingua kavalan, parlata dall'etnia dallo stesso nome di aborigeni taiwanesi.

## Storia
Le ricerche archeologiche nell'isola di Taiwan hanno rivelato che essa è stata abitata sin da 20.000-30.000 anni fa, e nella regione di Yilan i primi insediamenti preistorici sono stati attestati a 3.000-4.000 anni fa. Solo più tardi popoli come i Kavalan e gli Atayal arrivarono dal mare, e si stabilirono nelle pianure e nelle montagne della regione specializzandosi in agricoltura, pesca e caccia.